# Життя Девіда Гейла
«Життя Девіда Гейла» (англ. The Life of David Gale) — трилер 2003 року режисера Алана Паркера за сценарієм Чарльза Рендольфа. На сьогоднішній день це останній фільм Паркера як режисера. Фільм є спільного виробництва США, Німеччини та Великої Британії.
Кевін Спейсі зіграв головну роль професора коледжу і палкого активіста за скасування смертної кари Девіда Гейла, який засуджений до страти за вбивство. Кейт Вінслет та Лора Лінні зіграли журналістку Бетсі та подругу Гейла Констанс відповідно.

## Сюжет
Девід Гейл — засуджений до страти в Техасі. Всього за декілька днів до страти, його адвокат пропонує пів мільйона доларів, щоб у Девіда взяла інтерв'ю Бітсі Блум, журналіст газети новин, відома своєю здатністю зберігати секрети і захищати свої джерела. Гейл розповідає їй історію про те, як він опинився в камері смертників, показану глядачу через серію тривалих спогадів.
Гейл — професор філософії в Університеті штату Техас і є активним членом Deathwatch, масової кампанії проти смертної кари. На випускному вечорі, він зустрічає Бе́рлін, привабливу аспірантку, яку вигнали з університету. Вона спокушає сп'янілого Гейла. Потім дівчина брехливо звинувачує Гейла у зґвалтуванні. Наступного дня, він програє теледебати з губернатором Техасу, тому що не може навести приклад невинної людини, яку стратили за керування цього губернатора. Після програшу дебатів Гейла заарештовують і звинувачують в зґвалтуванні. Пізніше звинувачення були зняті, проте його сім'я, шлюб, кар'єра і репутація були вже знищені.
Констанс Горровей, співробітниця і активістка Deathwatch, є близькою подругою Гейла, яка втішає Девіда після краху його життя. Проте, через короткий час, Горровей знаходять зґвалтованою і вбитою, з поліетиленовим пакетом на голові. Розтин показав, що вона була змушена проковтнути ключ від наручників, якими її закували. Речові докази на місці злочину вказують на Гейла, який визнаний винним у зґвалтуванні та вбивстві і, за іронією долі, засуджений до смертної кари.
В теперішньому часі, Бітсі Блум в перервах між візитами до Гейла стає розслідувати справу. Вона починає вірити, що в доказах, зібраних проти Гейла, щось не клеїться. Вона кілька разів помічає у своїй машині, що її переслідує якийсь чоловік, який, виявляється Дасті Райтом, колегою Горровей, якого журналіст підозрює у вбивстві. Вона була впевнена у своїй правоті, поки не побачила касету з відеозаписом, який і розкриває жахливу правду загадкової смерті Констанс.
Знаючи правду, Бітсі з усіх сил поспішає пред'явити доказ, щоб попередити страту Девіда Гейла, але її машина ламається посеред дороги і журналістка запізнюється. Справжня історія смерті Констанс викликає резонанс у пресі та суспільстві і влада Техасу змушена піти на поступки, щодо скасування смертної кари.
Через деякий час Бітсі Блум отримує ще одну касету, яка відкриває очі на всі сторінки життя Девіда Гейла.

## У ролях
| Актор         | Роль              |
| ------------- | ----------------- |
| Кевін Спейсі  | Девід Гейл        |
| Кейт Вінслет  | Бітсі Блум        |
| Лора Лінні    | Констанс Горровей |
| Габріель Манн | Зак Стеммонс      |
| Рона Мітра    | Берлін            |

| Актор           | Роль           |
| --------------- | -------------- |
| Метт Крейвен    | Дасті Райт     |
| Леон Ріппі      | Брекстон Белью |
| Джим Бівер      | Герцог Ґровер  |
| Меліса Маккарті | Ніко           |
| Елізабет Ґаст   | Шерон Гейл     |

## Знімальна група
- Режисер: Алан Паркер
- Сценарист: Чарльз Рендольф
- Продюсери: Ніколас Кейдж, Алан Паркер, Моріц Борман, Гай Іст та інші
- Композитори: Алекс Паркер, Джейк Паркер
- Оператор: Майкл Серезін
- Монтаж: Джеррі Гемблінг
- Художники: Джефрі Керкленд, Стів Арнольд та інші

## Саундтрек
Композиції з саундтреку неодноразово використовувались у ряді трейлерів, особливо «Almost Martyrs» і «The Life of David Gale». Треки звучали в трейлерах до фільмів «Всесвітній торговий центр», «Мюнхен», «У долині Ела», «Гарві Мілк», «Артист», «Залізна леді».
| Трек | Назва                          | Автор                          | Час  |
| ---- | ------------------------------ | ------------------------------ | ---- |
| 1.   | Another Bleeding Heart         | Алекс Паркер                   | 3:45 |
| 2.   | Almost Martyrs                 | Джейк Паркер                   | 2:23 |
| 3.   | Ominous Lacan                  | Алекс Паркер, Джейк Паркер     | 1:42 |
| 4.   | Ellis [Waterside Dub Mix]      | Алекс Паркер                   | 1:47 |
| 5.   | Pascal/Shack 2 Cell/Ominous La | Алекс Паркер                   | 3:58 |
| 6.   | La Pena Huasteca               | Correo Aereo                   | 4:54 |
| 7.   | The Life of David Gale         | Джейк Паркер                   | 1:57 |
| 8.   | Arrest/Bitsey Runs/Hospital    | Алекс Паркер                   | 2:54 |
| 9.   | Huntsville Epitaph             | Джейк Паркер                   | 1:15 |
| 10.  | Media Frenzy                   | Алекс Паркер                   | 2:23 |
| 11.  | Motel/Houston                  | Алекс Паркер                   | 2:35 |
| 12.  | Just to Hear Your Voice        | Тоні Прайс                     | 3:52 |
| 13.  | Ominous Drums/Ominous Pascal   | Алекс Паркер                   | 2:12 |
| 14.  | Waterside                      | Алекс Паркер                   | 4:55 |
| 15.  | Dusty's Cabin/Almost Martyrs   | Алекс Паркер                   | 3:16 |
| 16.  | Tu Che Di Gel Sei Cinta        | Дженіс Келлі, Джастін Лавендер | 5:16 |

## Касові збори

### Витрати
- Бюджет — 38 000 000 $[1]
- Маркетинг — 25 000 000 $

### Заробіток
Картина зазнала повного провалу у прокаті, не зібравши навіть затраченої на неї суми.
- США — 19 955 598 $
- інші країни — 19 000 000 $[1]

## Критика
Фільм отримав переважно негативні відгуки кінокритиків і в більшості позитивно прийнятий простими глядачами. На сайті Rotten Tomatoes «Життя Девіда Гейла» отримало рейтинг 19 % (157 оглядів) від кінокритиків і 81 % від простих відвідувачів сайту. Оцінка глядачів на сайті IMDB — 7,5 балів з 10. На сайті Metacritic стрічка одержала від кінокритиків 31 бал зі 100 (на основі 36 оглядів) і від простих глядачів 6,5 з 10.
Американський критик з «Chicago Sun-Times» Роджер Еберт різко розкритикував фільм, поставивши йому оцінку «0».
|                 | На останніх кадрах мені хотілося кинути щось в екран — можливо Спейсі чи ПаркераОригінальний текст (англ.) The last shot made me want to throw something at the screen — maybe Spacey and Parker |
| — Роджер Еберт, | |

## Факти про фільм
- Алан Паркер розглядав Джорджа Клуні і Ніколаса Кейджа як претендентів на роль Гейла.
- У ролі Бітсі Блум повинна була знятися Ніколь Кідман, але актриса відмовилася.
- Автори звукової доріжки фільму Алекс і Джейк Паркери — сини Алана Паркера.[7][8]